# NGC 1394
NGC 1394 je galaksija u zviježđu Eridan.

## Vanjske poveznice
- SEDS: NGC 1394